# Homero Gil de Zúñiga

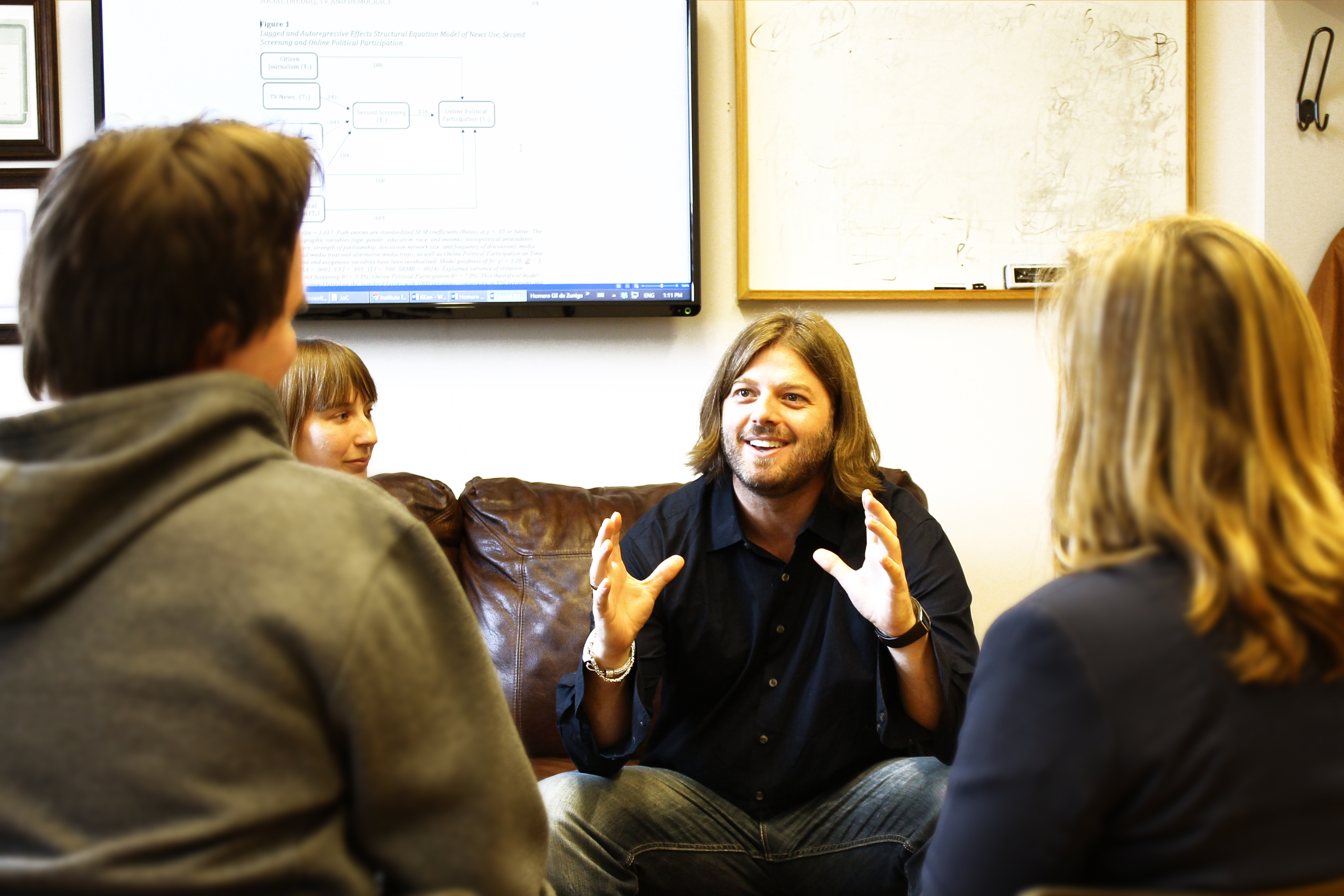
Homero Gil de Zúñiga (2014)

Homero Gil de Zúñiga (* 19. August 1975 in Madrid) ist ein spanisch-US-amerikanischer Kommunikationswissenschaftler. Er ist Professor für Publizistik- und Kommunikationswissenschaft mit dem Schwerpunkt Medienwandel und Medieninnovation an der Universität Wien.

## Leben
Im Jahr 1999 arbeitete Zúñiga bei den Vereinten Nationen als Forschungsassistent. Im Jahr 2001 kam er an die University of Wisconsin–Madison, 2003 erlangte er dort einen Master in Journalismus und Kommunikation und 2006 erlangte er seinen Doktortitel (Ph.D.) in Massenkommunikation. Bis 2006 arbeitete er an der University of Wisconsin–Madison, dann wechselte er an die private Europäische Universität in Madrid. Dort machte er seinen Ph.D. in European Studies.
2007 wurde er Associate Professor an der Universität von Texas in Austin. 2007 arbeitete er ebenda als Gründungsdirektor des Center for Journalism & Communication Research (CJCR), ab 2012 als Direktor am Digital Media Research Program.
Er arbeitete als Gastwissenschaftler am Nieman Journalism Lab der Harvard-Universität, am Center for Information Technology Policy (CITP) der Princeton-Universität wie auch an der Universität Diego Portales in Santiago de Chile.
Gil de Zúñiga erhielt 2013 den „Hillier Krieghbaum Under-40 Award“ der Association for Education in Journalism and Mass Communication. Im selben Jahr wurde ihm der Baskett Mosse Award für seine Verdienste im Bereich Massenkommunikation verliehen.
2014 begann er seine Arbeit an der Universität Wien, wo er das Media Innovation Lab (MiLab) gründete, eine Forschungsgruppe der Fakultät für Sozialwissenschaften, die sich mit den Themen Medieninnovation, Medientechnologie, Social Media, Kommunikation und Journalismus auseinandersetzt.
Seine Forschungen befassen sich mit dem Einfluss neuer Technologien und digitaler Medien auf das Alltagsleben sowie die Auswirkungen dieser Technologien auf demokratische Prozesse. Er veröffentlichte zahlreiche Bücher und Buchkapitel sowie über 70 wissenschaftliche Fachartikel.
Im November 2019 kündigte Gil de Zúñiga an, an die Pennsylvania State University sowie an die Universidad de Salamanca zu wechseln.